# وهبی آکداق
وهبی آکداق (انگلیسی: Vehbi Akdağ؛ ۱ ژانویهٔ ۱۹۴۹ – ۲۳ ژوئن ۲۰۲۰) کشتی‌گیر اهل ترکیه بود.
وی در مسابقات کشوری و بین‌المللی در مجموع برندهٔ ۱ مدال نقره، ۱ مدال برنز شده‌است.